# Justice Adefarasin
Pour les articles homonymes, voir Adefarasin.
Joseph Adetunji Adefarasin, né le 24 avril 1920 à Ijebu-Ode au Nigeria et mort le 28 mars 1989, est un juge de la Haute cour du Nigeria. 

## Biographie
Il a été président de la Ligue des sociétés de la Croix-Rouge (aujourd'hui Fédération internationale des Sociétés de la Croix-Rouge et du Croissant-Rouge) de 1977 à 1981.

## Distinctions
Il a reçu la médaille Henry Dunant, plus haute distinction décernée par le mouvement international de la Croix-Rouge et du Croissant-Rouge, en 1987. 